# 67
Aquesta pàgina és per a l'any. Per al nombre, vegeu seixanta-set.

## Esdeveniments
- A Corint, Grècia, comença la construcció del canal que ha de permetre la comunicació marítima entre el Mar Egea i el mar Jònic.

## Necrològiques
- Sant Pere - Segons la tradició crucificat cap per avall.